# Faraján
Faraján er en by og kommune i det sydlige Spanien i provinsen Málaga. Den har et indbyggertal på 284 (2024) indbyggere.